# Rajčinovićka Trnava
Rajčinovićka Trnava (szerbül: Рајчиновићка Трнава), település Szerbiában, a Raškai körzet Novi Pazar községében.

## Népesség
- 1948-ban 508 lakosa volt.
- 1953-ban 606 lakosa volt.
- 1961-ben 644 lakosa volt.
- 1971-ben 485 lakosa volt.
- 1981-ben 466 lakosa volt.
- 1991-ben 350 lakosa volt.
- 2002-ben 208 lakosa volt, akik közül 137 bosnyák (65,86%) és 71 szerb (34,13%)